# Headquarters Bridge
L'Headquarters Bridge est un pont en arc américain dans le comté de Sevier, au Tennessee. Ce pont routier construit  en 1937 permet le franchissement de la West Prong Little Pigeon River par la Newfound Gap Road à proximité de l'Headquarters Building, au sein du parc national des Great Smoky Mountains.